# Đinh Đức Liêm
Đinh Đức Liêm (sinh năm 1957) là một đạo diễn người Việt Nam. Ông được biết đến qua một số bộ phim truyền hình như Giã từ dĩ vãng, Đồng tiền xương máu, Miền đất phúc, Người đàn bà yếu đuối.

## Tiểu sử
Đinh Đức Liêm sinh năm 1957 tại Hà Nội trong một gia đình quân nhân. Ông từng tốt nghiệp Khoa Đạo diễn Trường Đại học Điện ảnh Việt Nam.

## Tác phẩm
| Năm  | Tên phim                   | Ghi chú                      | Tập | Kênh       | Nguồn       |
| ---- | -------------------------- | ---------------------------- | --- | ---------- | ----------- |
| 1996 | Người tốt một ngày         |                              | 2   | HTV7       |             |
| 1997 | Giã từ dĩ vãng             |                              | 10  | HTV7       | [ 2 ]       |
| 1998 | Đồng tiền xương máu        |                              | 13  | HTV9       | [ 3 ]       |
| 2002 | Người đàn bà yếu đuối      |                              | 48  | HTV7       | [ 4 ]       |
| 2003 | Cỏ dại                     |                              | 3   | HTV7       | [ 5 ] [ 6 ] |
| 2003 | Đón con về                 |                              | 2   | HTV7       |             |
| 2003 | Vai diễn đầu đời           |                              | 2   | HTV7       |             |
| 2005 | Công ty thời trang         |                              | 30  | HTV9       | [ 7 ]       |
| 2007 | Miền đất phúc              |                              | 53  | HTV9       | [ 8 ]       |
| 2007 | Giọt đắng                  |                              | 21  | HTV9       | [ 9 ]       |
| 2008 | Đam mê                     |                              | 51  | HTV9       |             |
| 2008 | Cuộc chiến hoa hồng        |                              | 45  | HTV9       |             |
| 2009 | Vua sân cỏ                 |                              | 35  | HTV9       |             |
| 2010 | Thẩm mỹ viện               |                              | 40  | HTV9       |             |
| 2010 | Vua sân cỏ 2               |                              | 40  | HTV9       |             |
| 2011 | Hoa hồng không dành cho em |                              | 43  | VTV9       |             |
| 2011 | Nợ đa tình                 |                              | 40  | HTV7       |             |
| 2011 | Hoa vàng nơi ấy            |                              | 32  | HTV9       |             |
| 2012 | Kẻ dối trá chân tình       |                              | 30  | VTV9       |             |
| 2012 | Người tình bí ẩn           |                              | 27  | THVL1      |             |
| 2012 | Dốc sinh tồn               |                              | 35  | THVL1      |             |
| 2013 | Bờ bến lạ                  |                              | 38  | VTV9       |             |
| 2013 | Bụi đời                    |                              | 40  | TodayTV    |             |
| 2014 | Trả giá                    |                              | 42  | Let's Viet |             |
| 2014 | Phận đàn bà                |                              | 42  | Let's Viet |             |
| 2014 | Đời như tiệc               |                              | 30  | HTV7       |             |
| 2014 | Hạnh phúc của người khác   |                              | 40  | TodayTV    |             |
| 2015 | Hoàng hôn dịu dàng         |                              | 52  | Let's Viet |             |
| 2020 | Nanh thép                  |                              | 20  | THVL1      | [ 10 ]      |
| 2020 | Ngày em đến                |                              | 37  | VTV3       | [ 11 ]      |
| 2021 | Những phận đời trớ trêu    |                              | 52  | VTVCab 10  | [ 12 ]      |
| 2022 | Xứng lứa vừa đôi           | Phát sóng dịp Tết Nguyên Đán | 6   | SCTV1      |             |

Danh sách này không đầy đủ, bạn cũng có thể giúp mở rộng danh sách.

## Giải thưởng
| Năm  | Giải thưởng   | Hạng mục             | Tác phẩm            | Kết quả   | Nguồn  |
| ---- | ------------- | -------------------- | ------------------- | --------- | ------ |
| 1999 | Giải Mai Vàng | Đạo diễn phim truyện | Đồng tiền xương máu | Đoạt giải | [ 13 ] |